# Maal (Einheit)
Maal, auch mål, war ein Schweizer Flächenmaß und ein Flächenmaß in Norwegen.

## Norwegen
Das mål war, wie einige andere Maße auch, eine dänische Einheit, wich aber leicht von dieser ab. So konnte ein Maal/mål unterschiedlich sein, da es von dem Maß Tunnland abhing. Ein Tunnland konnte 5513,053 Quadratmeter beziehungsweise 3937,8956 Quadratmeter oder 3037,9 Quadratmeter groß sein. 
- 1 Maal = 100 Quadratruten = 9,8425 Ar[4]
- 1 Tonne Land/Tunnland/Tonde Land = 4 Maal = 3937,8956 Quadratmeter.

Heute wird Maal/mål umgangssprachlich synonym mit 1 Dekar (=1000 Quadratmeter) verwendet.

## Schweiz
Maal war auch ein Schweizer Flächenmaß. Das Feldmaß hatte als Grundlage die Schweizer Quadratklafter und die Nutzart des Bodens bestimmte die Größe. Die Gültigkeit war auf den Kanton Graubünden beschränkt.
- 1 Maal Weinberge = 250 Quadratklafter
- 1 Maal Acker = 400 Quadratklafter
- 1 Maal Wiese = 600 Quadratklafter